# Fleuve Azopardo
Le fleuve Azopardo (en espagnol : Río Azopardo), est un fleuve de la grande île de la Terre de Feu, au Chili à l'extrémité australe du continent sud-américain. Il coule en direction de l'ouest et draine les eaux du lac Fagnano (également surnommé lac Cami) dans le fjord Almirantazgo.